# Luigi Gibezzi
Luigi Gibezzi (né le 6 février 1883 à Ronta, une frazione de la commune de Borgo San Lorenzo, dans la province de Florence en Toscane, et mort le 9 avril 1956) était un joueur de football italien, qui a évolué au poste d'attaquant.
Gibezzi est surtout connu pour être l'un des 13 étudiants qui fondèrent l'un des plus célèbres clubs de football au monde, la Juventus.

## Biographie

### Vie extra-sportive
Gibezzi, un des fondateurs du Sport-Club Juventus (Premier nom de la Vieille Dame), âgé de 16 ans à l'époque où il créa l'association polisportive avec des amis étudiants à Turin le 1er septembre 1897, commence tout d'abord avant de se consacrer par étudier l'ingénierie.
On sait peu de choses sur son activité extra-sportive, mais on suppose qu'il fut d'abord ingénieur pour le compte d'une entreprise ferroviaire, la ligne de chemin de fer de la Ferrovia Faentina (it) (ligne de sa région d'origine en Toscane), avec qui il commença à travailler en mars 1881 jusqu'en 1893.
C'est donc à la fin des années 1890 qu'il partit pour le Piémont pour étudier au Lycéo Massimo D’Azeglio. Le nom du club et les débuts de l'histoire du club sont connus grâce à des écrits d'Enrico Canfari, un des douze autres créateurs du club, intitulé Storia del foot-ball Club Juventus di Torino, publié en 1915, 

### Foot-Ball Club Juventus
Gibezzi fut l'un des joueurs qui participèrent au premier match de l'histoire du club, joué le 11 mars 1900 contre le FC Torinese (défaite 1-0), match amical dans lequel Gibezzi évolua en tant que second attaquant sur le côté gauche.
Il participa donc à la première saison du club en 1900 et évolua au club de Turin jusqu'en 1904.
Durant ces cinq saisons passées au club, il joua en tout 13 matchs officiels (une saison ne durait à l'époque que quelques matchs) et inscrivit un seul but (le 20 mars 1904 lors d'une victoire à l'extérieur 3-0 contre le Milan).
Il prit part à la saison 1901 (demi-finale contre le Milan), n'entrant pas en jeu en 1902, et disputant quelques matchs en 1903 et 1904. Son dernier match eut lieu lors d'une défaite 1-0 contre le Genoa le 27 mars 1904.
Il quitte le club une année avant le premier scudetto du club. Après sa carrière de joueur, il entre dans la direction du club.

## Palmarès
Juventus
- Championnat d'Italie :
  - Vice-champion : 1903 et 1904.

## Carrière
| Club                              | Saison     | Championnat         | Championnat | Championnat | Total  | Total |
| Club                              | Saison     | Compétition         | Matchs      | Buts        | Matchs | Buts  |
| --------------------------------- | ---------- | ------------------- | ----------- | ----------- | ------ | ----- |
| Foot-Ball Club Juventus ( Italie) | 1900       | Campionato Federale | 1           | 0           | 1      | 0     |
| Foot-Ball Club Juventus ( Italie) | 1901       | Campionato Federale | 1           | 0           | 1      | 0     |
| Foot-Ball Club Juventus ( Italie) | 1902       | Campionato Federale | 3           | 0           | 3      | 0     |
| Foot-Ball Club Juventus ( Italie) | 1903       | Campionato Federale | 3           | 0           | 3      | 0     |
| Foot-Ball Club Juventus ( Italie) | 1904       | Prima Categoria     | 4           | 1           | 4      | 1     |
|                                   | Total Juve |                     | 12          | 1           | 12     | 1     |
| Total carrière                    |            |                     | 12          | 1           | 12     | 1     |

## Annexe